# مقاطعة ديكاتور (آيوا)
مقاطعة ديكاتور (بالإنجليزية: Decatur County)‏ هي إحدى مقاطعات ولاية آيوا في الولايات المتحدة الأمريكية.